# Sympathectomie

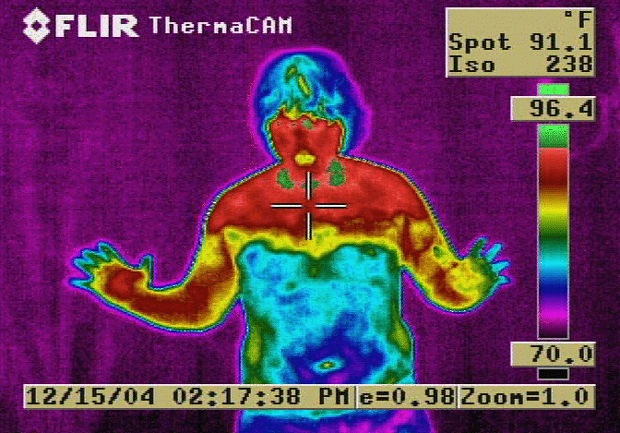
Syndrome du corps dissocié, un des possibles effets secondaire de la sympathectomie

La sympathectomie est l'ablation chirurgicale du tronc sympathique.
Le but de la sympathectomie (blocage des nerfs) est une interruption de ces nerfs qui donnent des impulsions, sources de transpiration, aux glandes sudoripares. En théorie, avec cette méthode la transpiration pourrait être complètement arrêtée et ce sur tout le corps ; en pratique ceci est bien entendu impensable. 

## Sympathectomie chirurgicale

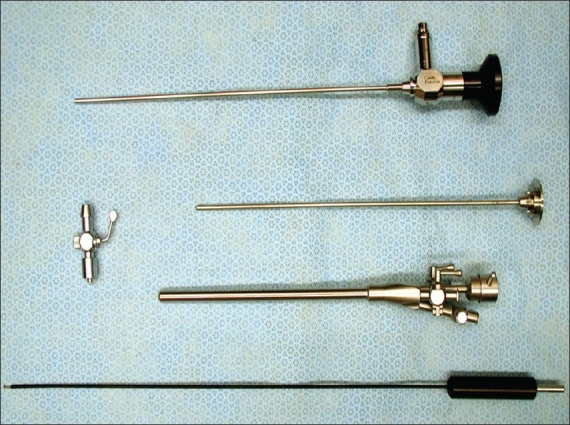
Un thoracoscope opérationnel (fait sur mesure) pour la sympathectomie thoracique endoscopique

La sympathectomie est utilisée pour traiter l’hyperhidrose au visage et sur les mains. Dans le passé, une opération importante était menée (opération du ventre). Aujourd’hui, cette intervention n’est plus pratiquée en raison des risques qu’elle comporte. Le traitement du visage est possible grâce à une intervention endoscopique, appelée thoracoscopie. Pour traiter les creux des aisselles, il est certes possible d’avoir recours à une intervention chirurgicale, cependant de nos jours d’autres méthodes sont privilégiées. Avant d’avoir recours à cette méthode, il faut dans tous les cas avoir essayé un moyen de traitement préventif ou externe tel que des antitranspirants. 
La sympathectomie endoscopique transthoracale (SET) peut être considérée en cas de forte résistance aux traitements de l’hyperhidrose des pieds ou du visage. Ici, il s’agit d’une intervention minimalement invasive, qui a été développée, raffinée et facilitée dans certaines petites cliniques en Europe ces dernières années et a définitivement remplacé la sympathectomie traditionnelle. 
L’intervention par des techniques d’endoscopie est peu risquée et aboutit souvent à la guérison : les patients qui souffrent de transpiration des pieds et des mains ont de fortes chances de guérir la sueur des pieds grâce à l’intervention ci-dessus. Cependant, une hyperhidrose compensatrice survient chez 30 à 90 % des personnes opérées, parfois plusieurs années après l'opération. 35 % des gens atteints doivent alors changer leurs vêtements plusieurs fois par jour. 
La sueur isolée des pieds ne peut uniquement être traitée à l’aide d’une sympathectomie lombaire, qui est une opération du ventre. Les interventions endoscopiques sont réalisées à titre d’essai, mais elles rencontrent des difficultés techniques considérables et demandent un très long temps d’opération sans avantage notable pour le patient.
L’hyperhidrose du torse ou du corps entier ne sont pas des candidats pour une guérison chirurgicale.

## Sympathectomie expérimentale
Par ailleurs, la sympathectomie a été effectuée sur des animaux dans le but de recherches sur le stress.
Walter Cannon a coupé le tronc sympathique à des chats pour mettre en évidence sa théorie du « fight or flight » (combattre ou fuir) : 
les chats normaux dans un environnement de stress soudain fuyaient ou combattaient (face à une meute de chiens par exemple). Mais les chats ayant subi une sympathectomie ne combattent et ne fuient pas. En effet, le tronc sympathique est en liaison avec le stress, et ayant subi une sympathectomie, les chats ne présentent pas de symptômes du syndrome d'urgence de stress (accélération du rythme cardiaque, augmentation de la pression artérielle, pilo-érection).
Cannon a effectué l'expérience inverse : la stimulation du nerf sympathique. Cette stimulation provoquait alors une réaction au syndrome d'urgence sans raisons.

## Effets secondaires
La sympathectomie a pour effet de désactiver une partie du système nerveux autonome (interrompant du même coup les signaux qui lui parviennent du cerveau) par une opération chirurgicale, dans l’espoir d’éliminer ou de soulager certains problèmes. Beaucoup de docteurs opposés à la pratique de l’SET la trouvent discutable, principalement en raison de son objet qui est la destruction de nerfs anatomiquement fonctionnels.
Vu que les fonctions nerveuses varient considérablement d’un individu à l’autre sur le plan anatomique et qu’il existe une grande diversité de techniques chirurgicales, il est impossible de prédire exactement quels résultats aura l’SET. Le système nerveux autonome n’est pas anatomiquement exact : certaines connexions peuvent être affectées de manière imprévisible une fois que les nerfs seront désactivés, d’une façon qui varie d’un individu à l’autre. De tels problèmes ont été détectés chez un nombre significatif de patients qui avaient subi une sympathectomie au même endroit pour une hypersudation palmaire : certains ont également présenté une réduction ou une élimination de la sudation au niveau des pieds, alors que d’autres n’ont pas du tout connu ce problème. 
La sympathectomie thoracique modifie de nombreuses fonctions corporelles, y compris la sudation, les réactions vasculaires, le rythme cardiaque, le volume systolique du cœur ,, la thyroïde, le baroréflexe, le volume pulmonaire,, la dilatation des pupilles, la température cutanée et autres aspects du système nerveux autonome comme le réflexe de lutte ou fuite. Elle réduit les réponses physiologiques aux émotions fortes telles que la peur ou le rire, diminue la réaction physique du corps à la douleur et au plaisir, inhibe les sensations cutanées telles que la chair de poule,,.

## Statut
En 2003, la sympathectomie a été interdite sur son site d'émergence, en Suède, en raison de plaintes de patients. Dans d'autres pays, y compris les États-Unis d'Amérique, il s'agit d'une procédure non réglementée.[réf. nécessaire]